# Уоткинс, Питер
Питер Уоткинс (англ. Peter Watkins, 29 октября 1935, Норбитон, Суррей) — английский кино- и теле- режиссёр-документалист, сценарист.

## Биография
Сын банковского служащего. Окончил Крайст-колледж в Кембридже и Королевскую академию драматического искусства в Лондоне. Работал в рекламе. Во второй половине 1950-х начал снимать любительские фильмы, близкие по идеям к тогдашнему антивоенному движению, движению молодёжного протеста. Мировой успех принесла ему докудрама Военная игра (1965). Помимо Великобритании, работал и подолгу жил в Швеции, Норвегии, Дании, СССР, Канаде, Франции, Литве и других странах.
Один из сыновей — актёр Джерард Уоткинс (род. 1965), среди других ролей снялся в фильме отца Коммуна.

## Творческая манера
Уоткинс снимает своего рода документально-журналистские критические расследования на историческом или утопическом материале c использованием, как правило, непрофессиональных актёров (докудрама, мокьюментари). 
Отдельный интерес Уоткинса как практика, так и теоретика вызывали современные медиа — их документальные и игровые возможности, эффекты реальности, масштабы воздействия. Он не просто излагает в своих картинах сюжетную историю, а ведет анализ кино и телевидения их собственными средствами. 
Последовательно отстаивает концепцию альтернативных медиа в противовес массовым государственным СМИ.

## Фильмография
- 1956: The Web / Сеть — 20 мин.
- 1959: The Diary of an Unknown Soldier / Дневник неизвестного солдата — 20 мин
- 1961: Forgotten Faces / Забытые лица — 17 мин. Фильм о Венгерском восстании 1956 года
- 1964: Culloden / Каллоден — 69 мин. (премия БАФТА, 64-е место в списке 100 лучших программ Британского телевидения (англ.)
- 1965: The War Game / Военная игра — 48 мин. (премия Оскар, 2 премии БАФТА, специальная премия Венецианского МКФ, 27-е место в списке 100 лучших программ Британского телевидения (англ.)
- 1967: Privilege / Привилегия — 103 мин. (с участием британского певца Пола Джонса, в прошлом вокалиста группы Manfred Mann; одна из песен фильма — Privilege (Set Me Free) — вошла позднее в альбом Патти Смит Easter)
- 1969: Gladiators (The Peace Game) / Гладиаторы (Игра в мир) — 69 мин.
- 1971: Punishment Park / Парк наказаний — 88 мин.
- 1974: Edvard Munch / Эдвард Мунк — 210 мин. (премия БАФТА)
- 1975: The Seventies People / Юноши семидесятых — 127 мин.
- 1975: The Trap (Fällan) / Капкан — 65 мин.
- 1977: Eveningland (Aftenlandet) / Вечерняя страна — 109 мин. (номинация на первую премию Московского МКФ)
- 1988: The Journey (Resan) / Путешествие — 873 мин.
- 1994: The Freethinker / Вольнодумец — 276 мин. Фильм об Августе Стриндберге
- 2000: La Commune (Paris, 1871) / Коммуна (Париж, 1871) — 375 мин. (премия Лос-Анджелесской ассоциации кинокритиков; о съемках фильма была снята лента канадского режиссёра Джеффа Боуи «Мировое время: сопротивление Питера Уоткинса» )

## Уоткинс о медиа
- Заметки о кризисе медиа (англ.)

## Уоткинс и об Уоткинсе на русском языке
- В журнале Сеанс
- Питер Уоткинс. Поверх барьеров
- Режиссёр о фильме Коммуна

## Признание
Пользуется мировым признанием. Ретроспективы фильмов Уоткинса проходили в рамках МКФ в Хихоне (2004), МКФ в Мехико (2007), в Австрийском музее кино в Вене (2007), в Музее современного искусства в Барселоне (2010), на Миланском кинофестивале (2010). Его «Заметки о кризисе медиа» переведены на французский, испанский и итальянский языки.